# Mothocya contracta
Mothocya contracta är en kräftdjursart som beskrevs av Costa 1851. Mothocya contracta ingår i släktet Mothocya och familjen Cymothoidae. Inga underarter finns listade i Catalogue of Life.